# Metoda monografică
Metoda monografică este legată de activitatea teoretică și practică a Școlii de Sociologie de la București, cunoscută sub numele de Școala Gusti.

## Definiția monografiei după Gusti
Dimitrie Gusti observă că pentru a vorbi despre monografie, trebuie să vorbim despre un domeniu social bine determinat, care să permită ca prin metoda observației directe să clarifice necunoscutele acelui domeniu.
Prin urmare, principala "regulă" a metodei monografice ar fi delimitarea unei teme sau regiuni și descinderea pe teren pentru a o studia la fața locului (ceea ce în metodologia antropologică se numește "observație participativă").

## Trăsăturile observației de tip monografic
Dimitrie Gusti fixează șapte trăsături ale observației (v. D. Gusti, Opere, vol. I, Ed. Academiei, 1968). Observația trebuie să fie:
- sinceră și obiectivă
- exactă, pătrunzătoare și completă
- verificată și controlată
- colectivă
- informată și pregătită
- intuitivă.

## Definiția lui Traian Herseni
Traian Herseni definește metoda monografică drept studiul pe teren, multilateral și intensiv, al unei unități sociale sau fenomen social. Iar ca trăsătură principală îi observă caracterul interdisciplinar și multimetodologic.
Dimitrie Gusti, discutând temeiurile teoretice ale cercetărilor monografice, a definit societatea ca o totalitate autonomă, motivată de voința socială a unor manifestări economice și spirituale (constitutive), manifestări juridice și politice (regulative), condiționate de cadrul cosmologic și biologic (natural), respectiv de cadrul istoric și psihic (social).
Monografia trebuie să cuprindă, așadar, pentru a fi completă, un studiu al tuturor cadrelor:
- cadrul cosmologic: cum e așezat satul, cum e determinată viața acestuia de teritoriu (munți, ape etc.), se subteritoriu (zăcăminte etc.), și de suprateritoriu (faună, climat etc.)
- cadrul biologic: studiul populației, alimentație, igienă etc.
- cadrul istoric: trecutul satului
- cadrul psihic: conformism și inovație, conflicte etc.
și al manifestărilor sociale:   
- manifestări economice: producție, câștiguri, comerț etc.  
- manifestări spirituale: religioase, artistice, morale, ideologice
- manifestări juridice: obiceiuri juridice locale, forme de reglementare a conflictelor
- manifestări politice: forme de organizare și administrare
Dimitrie Gusti atrage atenția că aceste cadre și manifestări se studiază urmărind:
- unitățile sociale: familia, neamul, șezătoarea, cârciuma etc. 
- relațiile sociale: relații între vecini, între sexe etc.
- procesele sociale: procese de orășenizare sau modernizare
- tendințele de evoluție socială: dezvoltare etc.

## Contribuția lui Henri H. Stahl
În lucrarea sa Tehnica monografiei sociologice (1934) Henri Stahl, prezintă etapele, regulile și rezultatele cercetării monografice:
- luarea contactului cu informatorii (localnicii care dețin cele mai multe informații)
- regula neamestecului în faptele sociale și a observării directe
- înregistrarea observației: descrierea, numărarea și măsurarea, înregistrarea mecanică, schița și desenul, colecționarea de obiecte
- studiul complexelor de fapte
- exemplificări

## Lista satelor unde au avut loc cercetari monografice
Cercetări ale "Școlii Gusti": Goicea-Mare (1925), Rușețu (1926), Nerej (1927), Fundu Moldovei[nefuncțională]
 (1928), Drăguș (1929, 1932, 1933), Runc (1930), Cornova (1931), Șanț (1935-1936)

## Monografii ale "Școli Gusti"
- Henri H. Stahl, Nerej, un village d'une region archaique, 3 volume, 1939
- Ion I. Ionică, Dealu Mohului. Ceremonia agrară a cununii în Țara Oltului, 1943
- Xenia C. Costaforu, Cercetarea monografică a familiei, 1945.

## Exemplu
Planul monografiei satului Nerej (Henri H. Stahl, 1939):
- vol. I - 
I. Cadrul cosmic:
1. Geografia fizică
2. Geografia umană
3. Considerații privind lupta omului cu natura
II. Cadrul biologic:
1. Populația din Vrancea
2. Structura natropologică a populației
3. Istoria descendenței familiale
4. Analiza demografică a zonei
5. Alimentația locuitorilor
6. Locuințele
III. Cadrul istoric:
1. Satul - formă elementară a vieții răzeșilor
2. Satele stup și roirile
3. Organizarea cvasistală a Vrancei
4. Luptele sociale în Vrancea
5. Apariția satului Nerej actual
6. Procesul de dizolvare a organizării sociale din Nerej
IV. Cadrul psihic:
1. Colectivitatea psihică țărănească
- vol II - 
I. Manifestările spirituale:
1. Școala
2. Biserica
3. Teologia populară
4. Știința populară
5. Arta populară: arhitectura; literatura
6. Ceremonii și obiceiuri
- vol III - 
II. Manifestările economice:
1. Categorii economice în satul Nerej
2. Munca pământului
3. Exploatarea pășunilor naturale
4. Creșterea vitelor
5. Exploatarea forestieră
6. Industrii diverse
7. Comerțul
8. Unități economice: gospodăria și bugetele țărănești
III. Manifestările morale și juridice:
1. Viața juridică în trecut
2. Viața procesivă la Nerej
3. Codul pădurilor
IV. Manifestări administrative
V. Unitățile sociale:
1. Familia
2. Gospodăria și familia lui I. Șt. Badiu
3. Țiganii
VI. Procese și tendințe sociale:
1. Invadarea terenului comun de către proprietățile particulare